# Ципркі
Ципркі (пол. Cyprki) — село в Польщі, у гміні Граєво Ґраєвського повіту Підляського воєводства.
Населення — 84 особи (2011).
У 1975—1998 роках село належало до Ломжинського воєводства.

## Демографія
Демографічна структура станом на 31 березня 2011 року:
|          | Загалом | Допрацездатний вік | Працездатний вік | Постпрацездатний вік |
| -------- | ------- | ------------------ | ---------------- | -------------------- |
| Чоловіки | 41      | 10                 | 25               | 6                    |
| Жінки    | 43      | 7                  | 29               | 7                    |
| Разом    | 84      | 17                 | 54               | 13                   |